# Final de la Copa Africana de Naciones 1996
La final de la Copa Africana de Naciones del 1996 fue jugada en el Estadio Soccer City el 3 de febrero de 1996, los finalistas del torneo fueron la selección local de Sudáfrica y la selección de Túnez. El partido finalizó con triunfo de los dueños de casa por 2 a 0, merced al doblete anotado por Mark Williams quién entró desde la banca para conseguir la primera corona continental para su país.

## Enfrentamiento
| Bandera de Sudáfrica | vs. | Bandera de Túnez |
| Sudáfrica 2          | vs. | Túnez 0          |
| -------------------- | --- | ---------------- |

## Camino a la final
| Equipo    | Pts. | PJ | PG | PE | PP | GF | GC | Dif |
| --------- | ---- | -- | -- | -- | -- | -- | -- | --- |
| Sudáfrica | 6    | 3  | 2  | 0  | 1  | 4  | 1  | 3   |
| Egipto    | 6    | 3  | 2  | 0  | 1  | 4  | 3  | 1   |
| Camerún   | 4    | 3  | 1  | 1  | 1  | 5  | 7  | -2  |
| Angola    | 1    | 3  | 0  | 1  | 2  | 4  | 6  | -2  |

| Equipo          | Pts. | PJ | PG | PE | PP | GF | GC | Dif |
| --------------- | ---- | -- | -- | -- | -- | -- | -- | --- |
| Ghana           | 9    | 3  | 3  | 0  | 0  | 6  | 1  | 5   |
| Túnez           | 4    | 3  | 1  | 1  | 1  | 5  | 4  | 1   |
| Costa de Marfil | 3    | 3  | 1  | 0  | 2  | 2  | 5  | -3  |
| Mozambique      | 1    | 3  | 0  | 1  | 2  | 1  | 4  | -3  |

## Partido
| 1          | Guardameta     | Andre Arendse   |     |
| 2          | Defensa        | Sizwe Motaung   |     |
| 4          | Defensa        | Lucas Radebe    |     |
| 5          | Defensa        | Mark Fish       |     |
| 9          | Defensa        | Neil Tovey      |     |
| 6          | Centrocampista | Phil Masinga    | 65' |
| 8          | Centrocampista | Linda Buthelezi | 51' |
| 10         | Centrocampista | John Moshoeu    |     |
| 15         | Centrocampista | Doctor Khumalo  |     |
| 21         | Centrocampista | Eric Tinkler    |     |
| 17         | Delantero      | Shaun Bartlett  |     |
| Entrenador | Entrenador     | Clive Barker    |     |

| 1          | Guardameta     | Chokri El Ouaer   |     |
| 4          | Defensa        | Mounir Boukadida  |     |
| 5          | Defensa        | Hédi Berkhissa    |     |
| 14         | Defensa        | Sabri Jaballah    |     |
| 6          | Centrocampista | Ferid Chouchane   |     |
| 8          | Centrocampista | Zoubeir Baya      |     |
| 10         | Centrocampista | Kaies Ghodhbane   | 46' |
| 11         | Centrocampista | Adel Sellimi      |     |
| 12         | Centrocampista | Sofiane Fekhi     |     |
| 20         | Centrocampista | Riadh Bouazizi    | 77' |
| 18         | Delantero      | Mehdi Ben Slimane |     |
| Entrenador | Entrenador     | Henryk Kasperczak |     |

| 19 | Centrocampista | Helman Mkhalele | 51' |
| 11 | Delantero      | Mark Williams   | 65' |

| 7 | Defensa   | Lassad Hanini         | 46' |
| 9 | Delantero | Abdelkader Ben Hassen | 77' |

| Amonestado | 36' | Linda Buthelezi |

| Amonestado | 49' | Sabri Jaballah |
| Amonestado | 71' | Lassad Hanini  |

| Anotado | 73' | Mark Williams | 1-0 |
| Anotado | 75' | Mark Williams | 2-0 |

| Árbitro | Charles Masembe |

| 1          | Guardameta     | Andre Arendse   |     |
| 2          | Defensa        | Sizwe Motaung   |     |
| 4          | Defensa        | Lucas Radebe    |     |
| 5          | Defensa        | Mark Fish       |     |
| 9          | Defensa        | Neil Tovey      |     |
| 6          | Centrocampista | Phil Masinga    | 65' |
| 8          | Centrocampista | Linda Buthelezi | 51' |
| 10         | Centrocampista | John Moshoeu    |     |
| 15         | Centrocampista | Doctor Khumalo  |     |
| 21         | Centrocampista | Eric Tinkler    |     |
| 17         | Delantero      | Shaun Bartlett  |     |
| Entrenador | Entrenador     | Clive Barker    |     |

| 1          | Guardameta     | Chokri El Ouaer   |     |
| 4          | Defensa        | Mounir Boukadida  |     |
| 5          | Defensa        | Hédi Berkhissa    |     |
| 14         | Defensa        | Sabri Jaballah    |     |
| 6          | Centrocampista | Ferid Chouchane   |     |
| 8          | Centrocampista | Zoubeir Baya      |     |
| 10         | Centrocampista | Kaies Ghodhbane   | 46' |
| 11         | Centrocampista | Adel Sellimi      |     |
| 12         | Centrocampista | Sofiane Fekhi     |     |
| 20         | Centrocampista | Riadh Bouazizi    | 77' |
| 18         | Delantero      | Mehdi Ben Slimane |     |
| Entrenador | Entrenador     | Henryk Kasperczak |     |

| 19 | Centrocampista | Helman Mkhalele | 51' |
| 11 | Delantero      | Mark Williams   | 65' |

| 7 | Defensa   | Lassad Hanini         | 46' |
| 9 | Delantero | Abdelkader Ben Hassen | 77' |

| Amonestado | 36' | Linda Buthelezi |

| Amonestado | 49' | Sabri Jaballah |
| Amonestado | 71' | Lassad Hanini  |

| Anotado | 73' | Mark Williams | 1-0 |
| Anotado | 75' | Mark Williams | 2-0 |

| Árbitro | Charles Masembe |

|                      |
| Bandera de Sudáfrica |
| Campeón Sudáfrica    |
| 1.er título          |